# کربوکسیل‌دار کردن

کربوکسیل‌دار کردن

کربوکسیل‌دار کردن(به انگلیسی: Carboxylation) فرآیندی در شیمی آلی است که طی آن یک گروه عاملی کربوکسیلیک اسید به ترکیب شیمیایی اضافه می‌شود. این واکنش شیمیایی عکس واکنش کربوکسیل‌زدایی است.